# Jean Jules Cambos
Pour le joueur de pelote basque, voir Valentin Cambos.
Jean Jules Cambos, né à Castres le 28 avril 1828, mort dans la même ville le 2 mai 1917, est un sculpteur français.

## Biographie
Jean Jules Cambos entre en 1853 à l'école des beaux-arts de Paris grâce à une pension que lui verse le département du Tarn et réalise des travaux sur la façade du collège de la ville de Castres pour lequel il reçoit une couronne d'or en 1879.
Il obtient ensuite des commandes de l'État, notamment les bustes en marbre du général Auger et d'Alfred de Vigny destinées aux galeries du château de Versailles.
En juillet 1881, il est nommé chevalier de la Légion d'honneur.
Une rue de Castres porte son nom. Il est inhumé au cimetière Saint-Roch de Castres.

## Iconographie
Un portrait de Jean Jules Cambos a été réalisé par son ami et condisciple François Batut en 1891 alors qu'il avait 63 ans.

## Œuvres
- Andromède, 1861, statue en plâtre

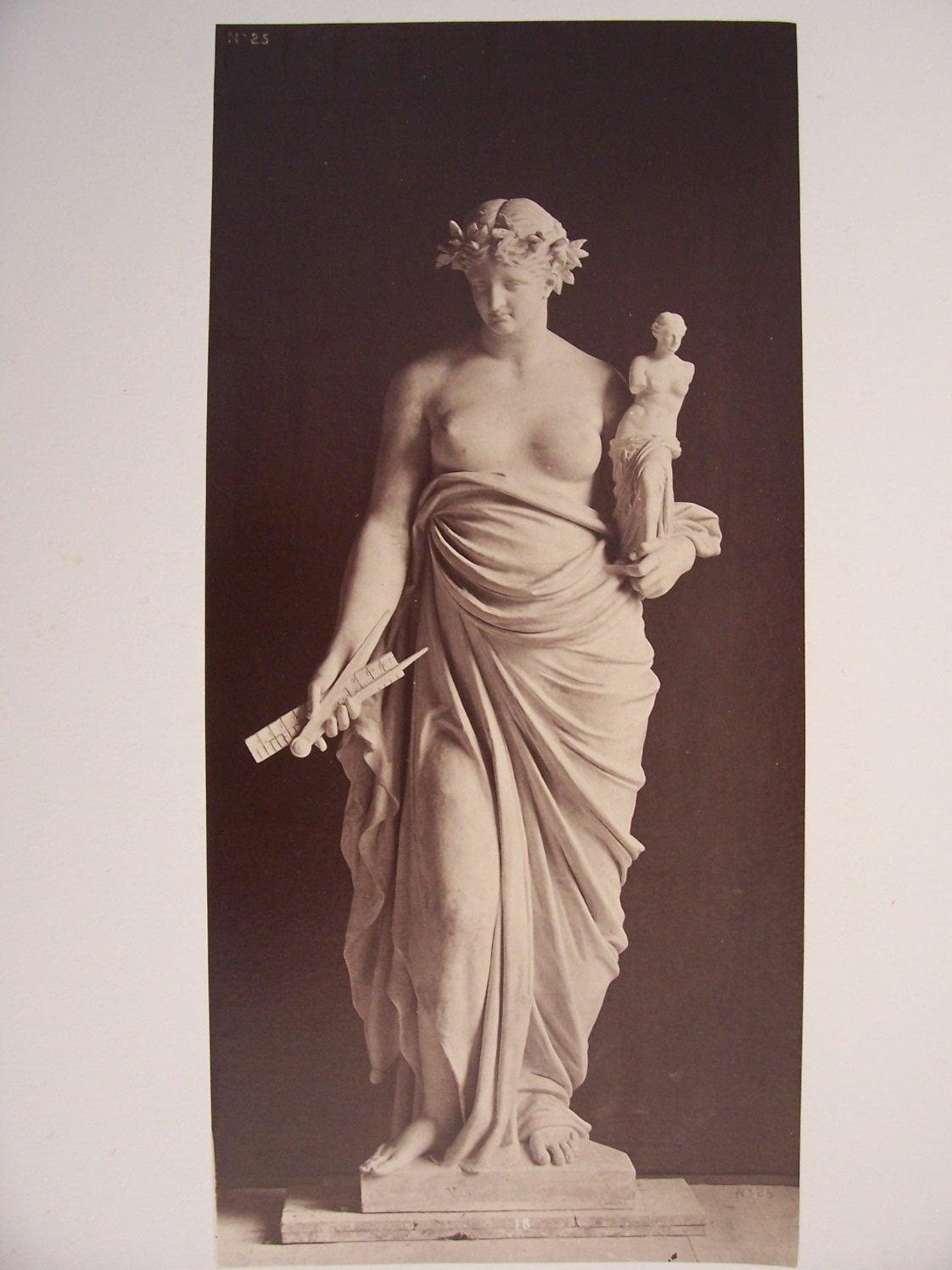
La Tradition (1875), grand foyer du Palais Garnier, Paris.
Photo de Durandelle

- La Cigale, 1864, allégorie d'après la fable de La Fontaine, qui prend les traits d'une jeune fille. Il a obtenu une médaille pour cette statue. Le plâtre est conservée au musée de Castres. Le marbre, de 1865[4], pour lequel il obtient une médaille de 3e classe à l'Exposition universelle de 1867[1], est conservé au musée des beaux-arts de Bordeaux[5]. Il en existe des réductions éditées  en bronze et en terre cuite[6]..
- La Fourmi, statue en terre cuite polychrome.
- Isimsiz, 1865, statue en bronze[4].
- La Paix[1],[4], le bronze est conservé au musée de Castres.
- La femme adultère, statue en marbre, Salon de 1869, une réduction en bronze fondu par Boyer et Rolland se trouve au musée d'Orsay.
- La Confidence, 1870, statuette en terre cuite[7].
- Le retour du printemps, 1883, statue en marbre, musée de Castres.
- Première Étoile, statue en bronze.
- La Danse, statue en bronze patine rouge[6].
- Vierge à l'Enfant avec Saint Jean Baptiste, statuette en bronze.
- Buste de Louis XIV, Bibliothèque nationale de France
- Buste d'Henri IV
- Buste de Gambetta
- Buste de Mirabeau

## Expositions
- Salon de 1857
- Salon des Champs-Élysées
- Exposition universelle, en 1867
- Salon des Artistes français, à partir de 1904